# Masacre de Szczurowa
La masacre de Szczurowa fue el asesinato de 93 gitanos por parte de los ocupantes alemanes nazis en el pueblo polaco de Szczurowa el 3 de agosto de 1943. Entre diez y veinte familias de gitanos habían vivido en Szczurowa por generaciones, conviviendo con polacos étnicos con quienes llevaban relaciones amistosas. Estaban lo suficientemente integrados en la comunidad para que existieran varios matrimonios mixtos. El 3 de agosto de 1943, la policía alemana reunió a casi todos los habitantes gitanos del pueblo y los trasladó al cementerio local, donde fueron fusilados. Se ha preservado una lista de todas las víctimas en los documentos de la iglesia local.
La región de Tarnów fue sitio de otros crímenes de guerra nazis, además del de Szczurowa. La mayoría de las identidades de las víctimas y el lugar de su entierro es desconocida. Otras tumbas masivas de gitanos asesinados en la región incluyen aquellas en Bielcza (28 asesinados), Borzecin Dolny (28 asesinados) y Zabno (49 asesinados).
El pueblo gitano, que habita Europa desde el siglo XV, estuvo entre los grupos sindicados por la Alemania Nazi para ser perseguidos y, a menudo, asesinados, junto con los judíos. En total, entre 500.000 y 1.500.000 de gitanos fueron víctimas de los nazis, en lo que se conoce como porraimos.

## Memoria histórica
El 8 de mayo de 1956, los habitantes del pueblo y miembros de asociaciones de veteranos erigieron un memorial con una inscripción a la vista de la tumba masiva de las víctimas. Este monumento se convirtió en el primer memorial que conmemora a las víctimas del Holocausto gitano en el mundo. El memorial es cuidado por escolares de la zona y la memoria de la tragedia es parte de la conciencia histórica local.
Desde 1960, gitanos procedentes de Tarnów han estado llegando a la región para honrar la memoria de las víctimas. Desde 1996, la Caravana internacional gitana de la memoria viaja en torno a la región de Tarnłw para conmemorar el asesinato en masa de gitanos durante la Segunda Guerra Mundial. La parada principal de la caravana se encuentra en Szczurowa donde, después de una visita a la tumba común, se realiza una misa en la iglesia local.